# Белка (Ивано-Франковская область)
Белка (укр. Білка) — село в Городенковской городской общине Коломыйского района Ивано-Франковской области Украины.
Население по переписи 2001 года составляло 109 человек. Занимает площадь 2,19 км². Почтовый индекс — 78134. Телефонный код — 03430.